# Nuoto ai Giochi della V Olimpiade - 400 metri stile libero maschili
La gara dei 400 metri stile libero maschili dei Giochi di Stoccolma 2012 si svolse in tre turni dall'11 al 14 luglio. Vi presero parte 26 nuotatori provenienti da 14 nazioni.
Il podio fu lo stesso della gara dei 1500 metri svoltasi pochi giorni prima: il canadese George Hodgson vinse l'oro olimpico stabilendo un nuovo record della manifestazione, e precedendo il britannico Jack Hatfield e l'australiano Harold Hardwick, rappresentante l'Australasia.

## Primo turno
- Batteria 1

| Pos. | Atleta            | Nazione     | Tempo  | Note |
| ---- | ----------------- | ----------- | ------ | ---- |
| 1    | Harold Hardwick   | Australasia | 5'36"0 | Q,   |
| 2    | Malcolm Champion  | Australasia | 5'37"0 | Q    |
| 3    | James Reilly      | Stati Uniti | 6'10"2 |      |
| 4    | Nils-Erik Haglund | Svezia      | 6'23"4 |      |
| 5    | Davide Baiardo    | Italia      | ?      |      |
| -    | Mario Massa       | Italia      | -      | DNF  |

- Batteria 2

| Pos. | Atleta           | Nazione       | Tempo  | Note |
| ---- | ---------------- | ------------- | ------ | ---- |
| 1    | Sydney Battersby | Gran Bretagna | 6'03"6 | Q    |
| 2    | John Johnsen     | Norvegia      | 6'14"4 | Q    |
| 3    | Eskil Wedholm    | Svezia        | 6'29"8 |      |
| -    | Pavel Avksentyev | Russia        | -      | DNF  |

- Batteria 3

| Pos. | Atleta              | Nazione     | Tempo  | Note |
| ---- | ------------------- | ----------- | ------ | ---- |
| 1    | Max Ritter          | Germania    | 5'44"6 | Q    |
| 2    | Alajos Kenyery      | Ungheria    | 5'46"0 | Q    |
| 3    | Nicholas Nerich     | Stati Uniti | 5'50"4 | Q    |
| -    | David Theander      | Svezia      | -      | DNF  |
| -    | Theodore Tartakover | Australasia | -      | DNF  |

- Batteria 4

| Pos. | Atleta              | Nazione       | Tempo  | Note |
| ---- | ------------------- | ------------- | ------ | ---- |
| 1    | Béla von Las-Torres | Ungheria      | 5'36"2 | Q    |
| 2    | Henry Taylor        | Gran Bretagna | 5'48"4 | Q    |
| -    | Nikolay Voronkov    | Russia        | -      | DNF  |

- Batteria 5

| Pos. | Atleta        | Nazione       | Tempo  | Note |
| ---- | ------------- | ------------- | ------ | ---- |
| 1    | Cecil Healy   | Australasia   | 5'34"0 | Q,   |
| 2    | Jack Hatfield | Gran Bretagna | 5'35"6 | Q    |
| 3    | Franz Schuh   | Austria       | 6'09"4 |      |

- Batteria 6

| Pos. | Atleta          | Nazione       | Tempo  | Note |
| ---- | --------------- | ------------- | ------ | ---- |
| 1    | George Hodgson  | Canada        | 5'50"6 | Q    |
| 2    | Willie Foster   | Gran Bretagna | 5'52"4 | Q    |
| 3    | Oscar Schiele   | Germania      | 5'57"0 |      |
| 4    | George Godfrey  | Sudafrica     | 6'30"6 |      |
| 5    | Harry Hedegaard | Danimarca     | 7'07"8 |      |

## Semifinali
- Batteria 1

| Pos. | Atleta           | Nazione       | Tempo  | Note |
| ---- | ---------------- | ------------- | ------ | ---- |
| 1    | George Hodgson   | Canada        | 5'25"4 | Q,   |
| 2    | Jack Hatfield    | Gran Bretagna | 5'25"6 | Q    |
| 3    | Willie Foster    | Gran Bretagna | 5'49"0 |      |
| 4    | Nicholas Nerich  | Stati Uniti   | 5'51"0 |      |
| 5    | Sydney Battersby | Gran Bretagna | 5'51"2 |      |
| 6    | John Johnsen     | Norvegia      | ?      |      |

- Batteria 2

| Pos. | Atleta              | Nazione       | Tempo  | Note |
| ---- | ------------------- | ------------- | ------ | ---- |
| 1    | Harold Hardwick     | Australasia   | 5'31"0 | Q    |
| 2    | Béla von Las-Torres | Ungheria      | 5'34"8 | Q    |
| 3    | Cecil Healy         | Australasia   | 5'37"8 | Q    |
| 4    | Malcolm Champion    | Australasia   | 5'38"0 |      |
| 5    | Henry Taylor        | Gran Bretagna | 5'48"2 |      |

## Finale
| Pos.    | Atleta              | Nazione       | Tempo  | Note            |
| ------- | ------------------- | ------------- | ------ | --------------- |
| Oro     | George Hodgson      | Canada        | 5'24"4 | Record olimpico |
| Argento | Jack Hatfield       | Gran Bretagna | 5'25"8 |                 |
| Bronzo  | Harold Hardwick     | Australasia   | 5'31"2 |                 |
| 4       | Cecil Healy         | Australasia   | 5'37"8 |                 |
| 5       | Béla von Las-Torres | Ungheria      | 5'42"0 |                 |